# Stefan Schärer
Stefan Schärer (geboren am 26. Januar 1965) ist ein ehemaliger Schweizer Handballspieler und ehemaliger Präsident von Pfadi Winterthur. Von 2023 bis 2024 war er Präsident der Swiss Ice Hockey Federation.

## Karriere
Stefan Schärer begann seine Karriere beim TV Endingen. Sein Vater Heinz Schärer war in Endingen AG Dorflehrer und führte Handball im dortigen Turnunterricht ein.
1986 wechselte Schärer zu ZMC Amicitia Zürich und spielte dort während vier Jahren. Im Januar 1986 gab er sein Debüt in der Nationalmannschaft. Bei Amicitia spielte Schärer bis 1989, gewann mit den Zürchern drei Meistertitel und erreichte 1987 mit ihnen den Europacupfinal, der gegen ZSKA Moskau verloren ging.
Nach vier Jahren in Zürich wechselte Schärer zum Kantonsrivalen Pfadi Winterthur. Dort wurde er in den erfolgreichen 90er-Jahren der Eulachstädter bis zu seinem Rücktritt 1998 weitere sechsmal Schweizer Meister und in der letzten Saison seiner Karriere auch noch Cupsieger. Ebenfalls war er beteiligt am zweimaligen Erreichen des EHF-Champions-League-Viertelfinals 1997 und 1998. Als einer seiner Karrierehöhepunkte erreichte er an der WM 1993 zusammen mit der Nationalmannschaft den 4. Platz. Sein selbst benannter zweiter Karrierehöhepunkt sind die Olympischen Spiele 1996 in Atlanta, wo Schärer an der Eröffnungsfeier die Schweizer Delegation als Fahnenträger anführen durfte. 1998 trat Schärer schliesslich zurück; mit seinen 204 Spielen gehört er zu den sieben Schweizer Spielern, die die Anzahl von 200 Nationalmannschaftseinsätzen übertroffen haben (Stand: 12. Februar 2018). In der Nationalliga A bestritt er während seiner Karriere 771 Spiele und schoss dabei 2647 Tore.
Auch nach Ende seiner Aktivkarriere blieb er Pfadi Winterthur erhalten und stand dem Verein von 2002 bis 2006 als Präsident vor. 2009 war er zudem kurz Sportchef von GC Zürich. Beruflich war er nach Karriereende im Online-Business tätig, unter anderem für Ringier Digital und als CEO von ImmoScout24 und Moneyhouse. Seit 2017 ist Stefan Schärer als Unternehmer, Investor und Verwaltungsrat in der digitalen Immobilien-Branche (Proptech) unter anderem als Gründer und CEO der Houzy AG tätig. Seit Juni 2022 ist er Verwaltungsratspräsident der Credit Exchange AG.
Von September 2023 bis Anfang Dezember 2024 war er Verwaltungsratspräsident der Swiss Ice Hockey Federation.

## Erfolge
- Schweizer Meister: 1987, 1988, 1989, 1992, 1994, 1995, 1996, 1997, 1998
- Schweizer Cupsieger: 1998